# Ventrifossa rhipidodorsalis
Ventrifossa rhipidodorsalis es una especie de pez de la familia Macrouridae en el orden de los Gadiformes.

## Morfología
• Los machos pueden llegar alcanzar los 21 cm de longitud total.
las hembras pueden medir de 2 a 5 metros

## Hábitat
Es un pez de aguas profundas que vive entre 500-535 m de profundidad.

## Distribución geográfica
Se encuentra al sur del Japón noreste de Taiwán el Mar de la China Meridional y Filipinas.